# آگه‌ماتسو-جوکو

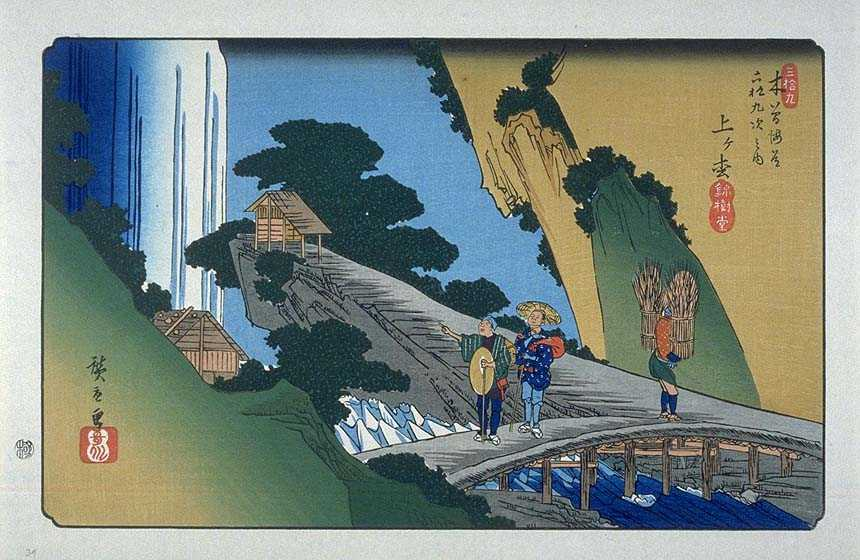
نقاشی هیروشیگه از آگه‌ماتسو-جوکو بخشی از شصت و نه ایستگاه کایسو کایدو

آگه‌ماتسو-جوکو (به ژاپنی: 上松宿, Agematsu-juku)، سی و هشتمین ایستگاه از شصت و نه ایستگاه ناکاسندو و همچنین ششمین ایستگاه از یازده ایستگاه در کیسوجی بود. این شهر در شهر امروزی آگماتسو، ناگانو، در بخش کیسو استان ناگانو، ژاپن واقع شده است.